# Aérodrome de Lampedusa
Aéroport de Lampédouse
L'aérodrome de Lampedusa (code IATA : LMP • code OACI : LICD) est un aéroport italien situé au sud-est de l'île de Lampedusa. La plateforme peut accueillir des avions de taille moyenne, comme les ATR 42/72, Airbus A320, McDonnell Douglas MD-80/82/83, Boeing 737, etc.

## Situation

### Carte des aéroports en Italie
| \| 100 km1:7 506 000 \| Abruzzes Alghero Ancône Bari Bergame Bologne Bolzano Brescia Brindisi Cagliari Catane Comiso Grosseto Coni Elbe Florence Foggia Gênes Lamezia Terme Lampedusa Milan L. Milan M. Naples Olbia Palerme Pantelleria Parme Pérouse Pise Reggio de Calabre Rimini Rome C. Rome F. Salerne Trapani Trévise Trieste Turin Venise Vérone |
| 100 km1:7 506 000 |

## Galerie

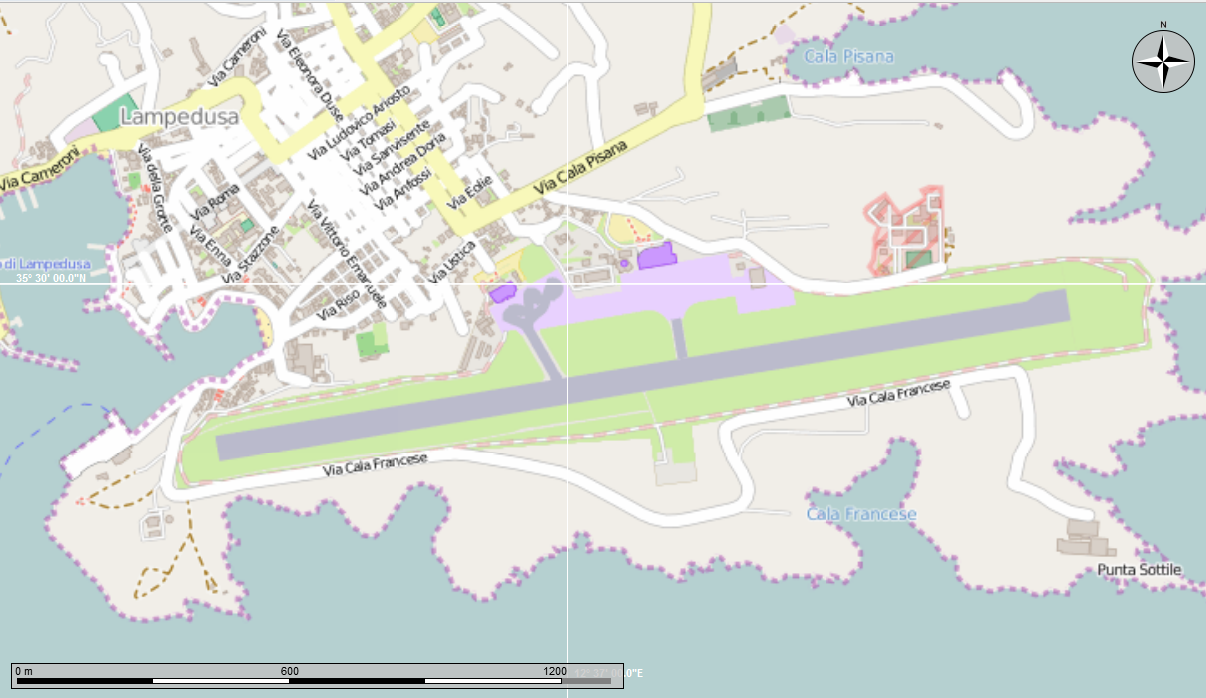
Carte OpenStreetMap.
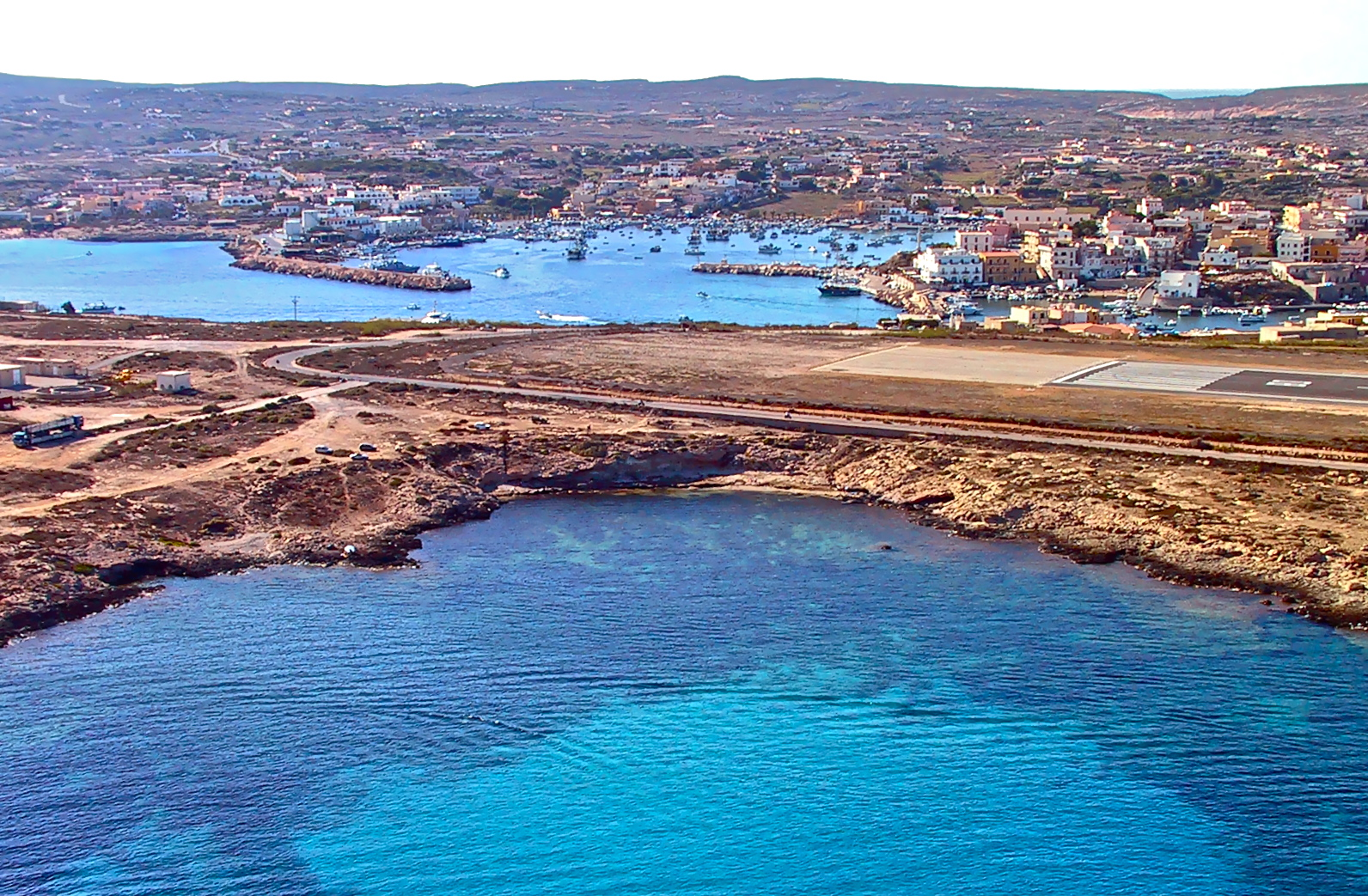
Vue aérienne de l'extrémité occidentale des installations de l'aéroport, avec en arrière-plan le port de la ville de Lampedusa.
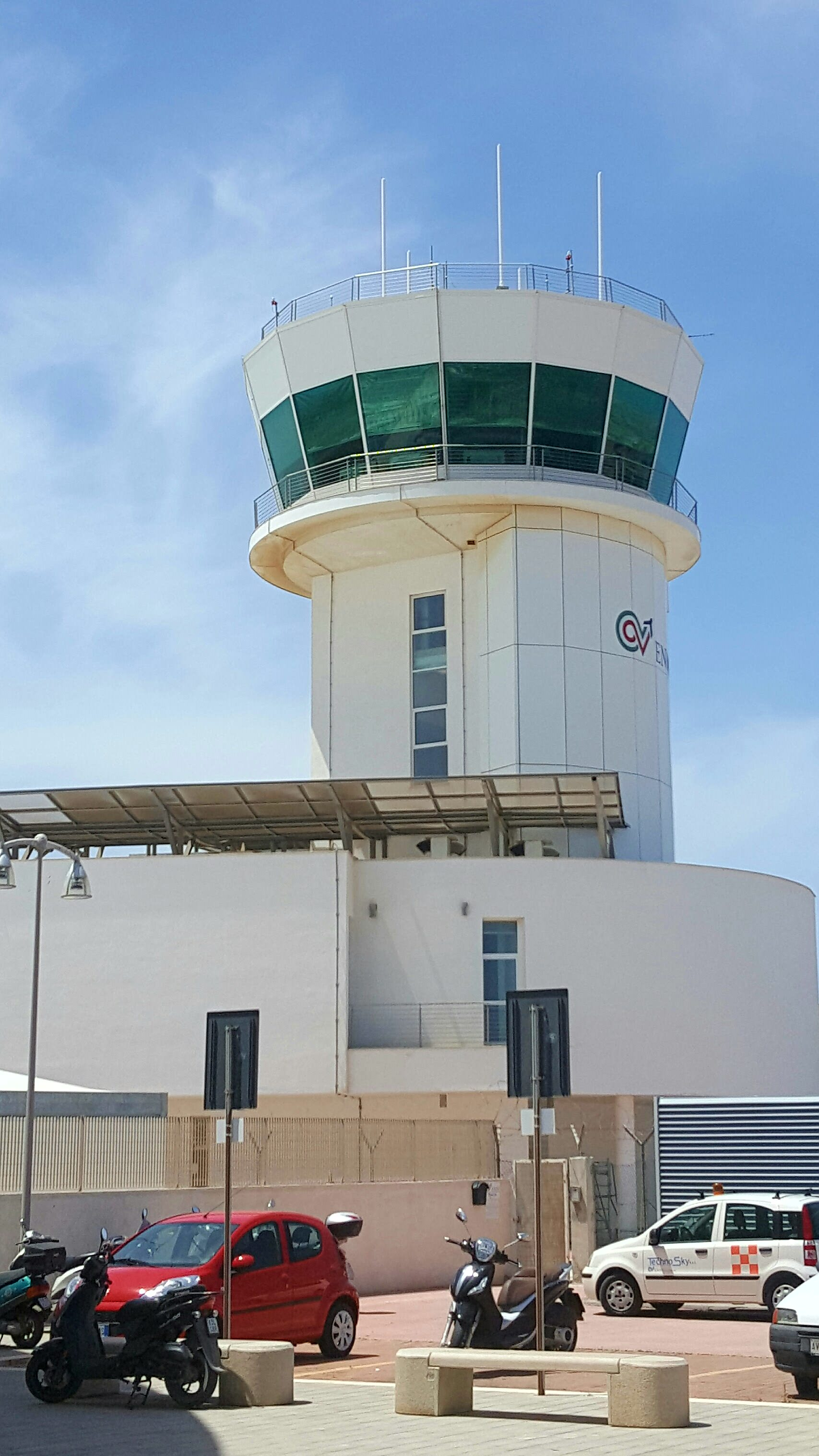
La tour de contrôle, reconstruite en 2016.

## Histoire
L'aérodrome ouvre en 1958 avec une vocation militaire, météorologique et civile. Le terminal civil est ouvert en 1968. La dernière modernisation date de 2012.

## Trafic passagers

### En graphique
Pour des raisons techniques, il est temporairement impossible d'afficher le graphique qui aurait dû être présenté ici.

Voir la requête brute et les sources sur Wikidata.

### Zoom sur l'impact du covid de 2019-2020
Pour des raisons techniques, il est temporairement impossible d'afficher le graphique qui aurait dû être présenté ici.

Voir la requête brute et les sources sur Wikidata.

### En tableau
| Année        | 2004    | 2005    | 2006    | 2007    | 2008    | 2009    | 2010    | 2011    | 2012    | 2013    | 2014    | 2015    |
| ------------ | ------- | ------- | ------- | ------- | ------- | ------- | ------- | ------- | ------- | ------- | ------- | ------- |
| Passagers,   | 188 445 | 205 903 | 196 604 | 188 708 | 208 552 | 187 952 | 192 306 | 185 503 | 170 274 | 203 389 | 177 747 | 184 803 |
| Aéronefs     | 3 850   | 4 606   | 4 315   | 3 381   | 3 326   | 3 738   | 2 837   | 3,880   | 3 216   | 3 830   | 3 704   | 3 903   |
| Cargo (ton.) | 63      | 57      | 52      | 14      | 47      | 47      | 34      | 31      | 32      | 34      | 21      | 17      |

## Compagnies aérienneset destinations
| Compagnies           | Destinations |
| -------------------- | --- |
| AeroItalia           | En saison: Bergame-Orio al Serio |
| Danish Air Transport | Catane-Fontanarossa, Palerme Falcone-Borsellino |
| easyJet              | En saison: Milan-Malpensa, Naples-Capodichino |
| ITA Airways          | En saison: Milan-Linate, Rome Léonard-de-Vinci/Fiumicino |
| Volotea              | En saison: - Bergame-Orio al Serio, - Bologne-Borgo Panigale, - Milan-Linate, - Naples-Capodichino, - Turin S.-Pertini (Caselle), - Venise - Marco Polo, - Vérone - Villafranca |
| Vueling              | En saison: Rome Léonard-de-Vinci/Fiumicino |
| Wizz Air             | En saison: Milan-Malpensa, Rome Léonard-de-Vinci/Fiumicino |

Édité le 14/10/2018  Actualisé le 26/07/2023